# Elbingerode, Osterode
Elbingerode là một đô thị của huyện Osterode, bang Niedersachsen, Đức. Đô thị này có diện tích 5,66 km².